# BEAM机器人
BEAM机器人是一类小型响应式机器人，由以施密特触发器为核心的模拟电路控制，不使用微处理器，不具有可编程能力。曾于1990年代末至2000年代初受到DIY社区和理工教育领域的关注，后随着微处理器变得廉价而走向没落。

## 概述
1980年代后期，MIT教授罗德尼·布鲁克斯提出了响应式的和基于行为的机器人技术，提出无需先构建复杂的环境模型、再规划机器人行为，而是将机器人行为看作是从感知到执行的刺激响应，并将每一组从感知到执行的过程封装成一个“行为”（behavior）。
1990年代，就职于洛斯阿拉莫斯国家实验室机器人工程师马克·蒂尔登（Mark Tilden）受到罗德尼·布鲁克斯的理论启发，与其同事开发出无微处理器的小型响应式仿生型机器人，用以执行执行单一动作。蒂尔登将其机器人称为“BEAM”，取自生物学（Biology）、电子学（Electronics）、美学（Aesthetics）、力学（Mechanics）四词的首字母缩写。BEAM机器人本质上是简单的电子模拟计算机控制的机器人，但被蒂尔登本人宣传成“活的机器”，并将机器人内核心为施密特触发器的模拟电路宣传成人脑的“神经网络”。
BEAM机器人不使用微处理器和存储器，而是使用电阻、电容、晶体管、二极管等模拟电子元器件焊接搭建，有时也会加装寄存器和触发器等简单的数字电子元器件。搭建上注重电子和机械设计，使用尽量少的电子元器件，大多使用太阳能供电，并鼓励使用废弃电子电机设备（WEEE）作元件。
对比同时代基于微处理器搭建的机器人的昂贵价格，蒂尔登提出的BEAM机器人成本仅为15-40美元左右，因而受到DIY爱好者的欢迎，并在爱好者社区内涌现出各型新式设计。同时也因为能锻炼学生的模拟电路设计、印制电路板焊接、机械组装等能力被引入理工教育领域。后随着Arduino和树莓派等廉价微处理器被应用到机器人DIY开发中，BEAM机器人不再受到DIY社区关注。而教育领域则转而使用可编程的乐高Mindstorms。